# تپه لنجاب
تپه لنجاب مربوط به دوران‌های تاریخی پس از اسلام است و در شهرستان سنقر، بخش کلیائی، روستای لنجاب واقع شده و این اثر در تاریخ ۱۲ تیر ۱۳۸۴ با شمارهٔ ثبت ۱۲۰۴۳ به‌عنوان یکی از آثار ملی ایران به ثبت رسیده است.